# Kaku (Ur)
Kaku war im späten 24. Jahrhundert v. Chr. König über die mesopotamische Stadt Ur. Inschriften des Rimuš zufolge führte er eine Rebellion gegen das Reich von Akkade an. Bei der darauf folgenden Strafaktion wurde er in Ur gefangen.